# Anthia decemguttata
Anthia decemguttata is een keversoort uit de familie van de loopkevers (Carabidae). De wetenschappelijke naam werd gepubliceerd in 1764 door Carl Linnaeus.